# Helena Moreno
Helena Moreno (Luanda, 29 de fevereiro de 1989) é uma atriz, professora, apresentadora e modelo angolana. Ficou conhecida por interpretar a maquiadora Marisa Lemos na telenovela Windeck, novela que foi indicada ao Emmy Internacional de Melhor Telenovela em 2013.

## Biografia
Veio de origens humildes, teve uma infância dura, chegou a viver com a sua família em um contentor de chapa, sem janela por falta de casa própria em Luanda. 
Helena começou a trabalhar como atriz há muitos anos. Teve como inspiração Taís Araújo na telenovela Xica da Silva para entrar no mundo das artes . Sua primeira aparição nas telas foi em 2002, na inesquecível telenovela Angolana Revira Volta onde fez apenas um trabalho de figuração. Em 2006 fez a radionovela Camatongo. Fez uma pequena aparição no filma A Paixão de Bartolomeu interpretando uma enfermeira.
Volta em 2009 com uma aparição em grande protagonizando a telenovela Doce Pitanga, com a inconformável personagem Weza. Após este seu grande sucesso, Helena Moreno fez outros grandes trabalhos. Apresentou o programa de radio Bombástico. 
Com a sua formação em Educação, também trabalhou como educadora do ensino primário e secundário na escola Americana, como professora de língua portuguesa. Em 2012, Helena estreiou na telemovela Windeck como Marisa Lemos, bem diferente da personagem Weza, desta vez foi a simpática maquiadora da Revista Divo. 

## Vida privada
Em 2015 é anunciada a gravidez de seu primeiro filho, fruto do relacionamento com o engenheiro informático e politólogo Milton Miguel.  Em 20 de maio de 2016, nasce o menino, Helton Cirilo.

## Filmografia

### Televisão
| Ano  | Título            | Papel                    |
| ---- | ----------------- | ------------------------ |
| 2002 | Revira Volta      | Figuração                |
| 2009 | Doce Pitanga      | Weza Henriques Pereira   |
| 2012 | Windeck           | Mariza Lemos Vasconcelos |
| 2013 | Anfíbia           | Ms Toadway               |
| 2014 | Senhores do Areal | Rapariga (participação)  |

## Ligações Externas
- Helena Moreno. no IMDb.